# Communauté de communes de Grand Lieu
La communauté de communes de Grand Lieu (CCGL), depuis 2021 Grand Lieu Communauté (GLC) est une intercommunalité française, située dans le département de la Loire-Atlantique et de la région Pays de la Loire.

## Histoire
La communauté de communes a été créée le 23 juin 1993 et regroupait neuf communes du canton de Saint-Philbert-de-Grand-Lieu. Elle est alors la première intercommunalité de Loire-Atlantique.

## Identité visuelle
En 2021, la communauté de communes se dote d'un nouveau logo à l'occasion de son changement de dénomination. Les ondulations et la couleur bleue symbolisent le Lac et les cours d'eau du territoire. La couleur orange caractérise le Sud, ses toits de tuile et le dynamisme. Le vert fait référence à l'harmonie, la nature, et à l'équilibre de vie.

Ancien logo de la communauté de communes
Logo de la communauté de communes depuis 2021

## Territoire communautaire

### Géographie
Située au sud  du département de la Loire-Atlantique, la communauté de communes de Grand Lieu regroupe 9 communes et présente une superficie de 260 km2.

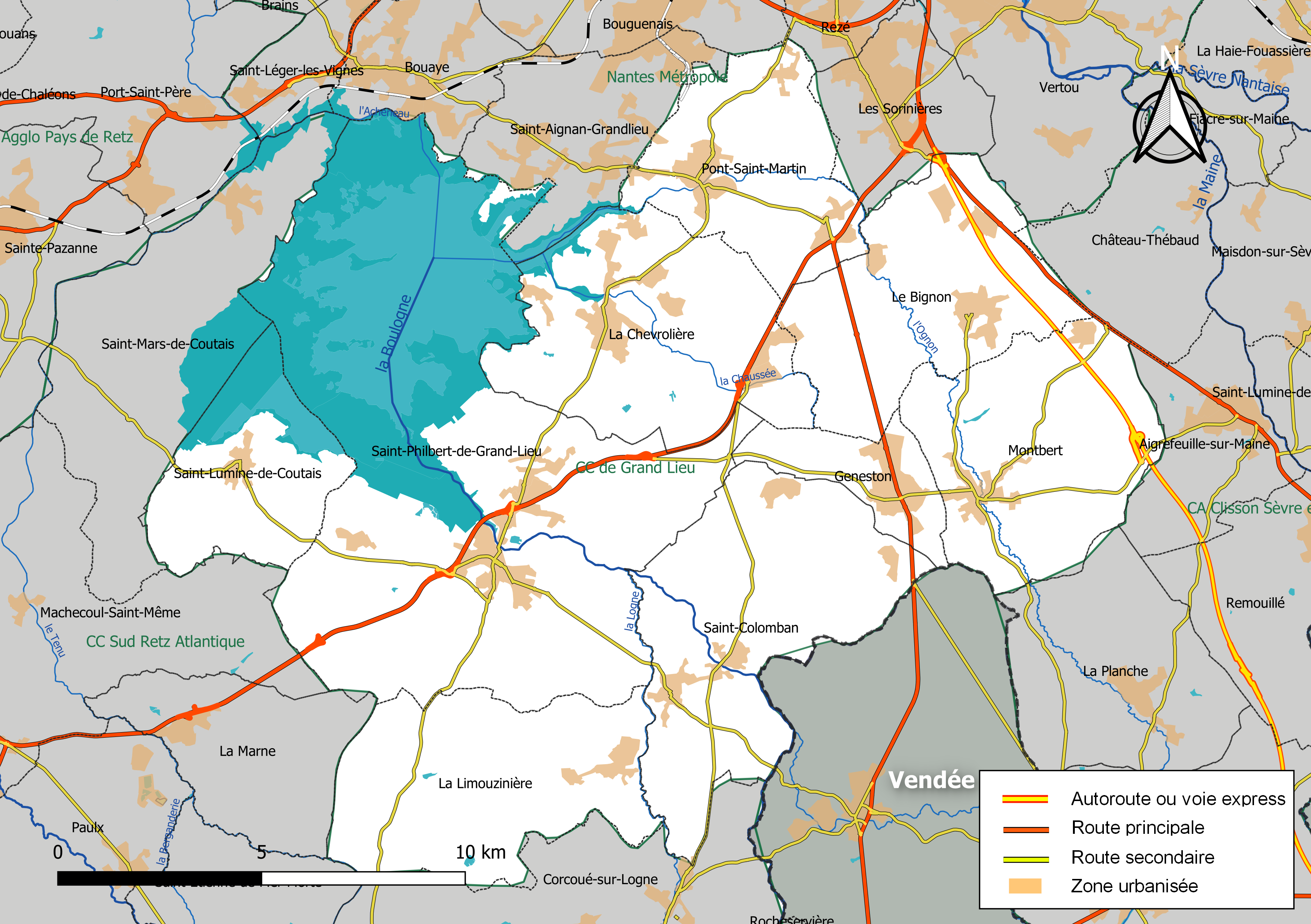
Carte de la communauté de communes de Grand Lieu au 1er janvier 2019.

### Composition

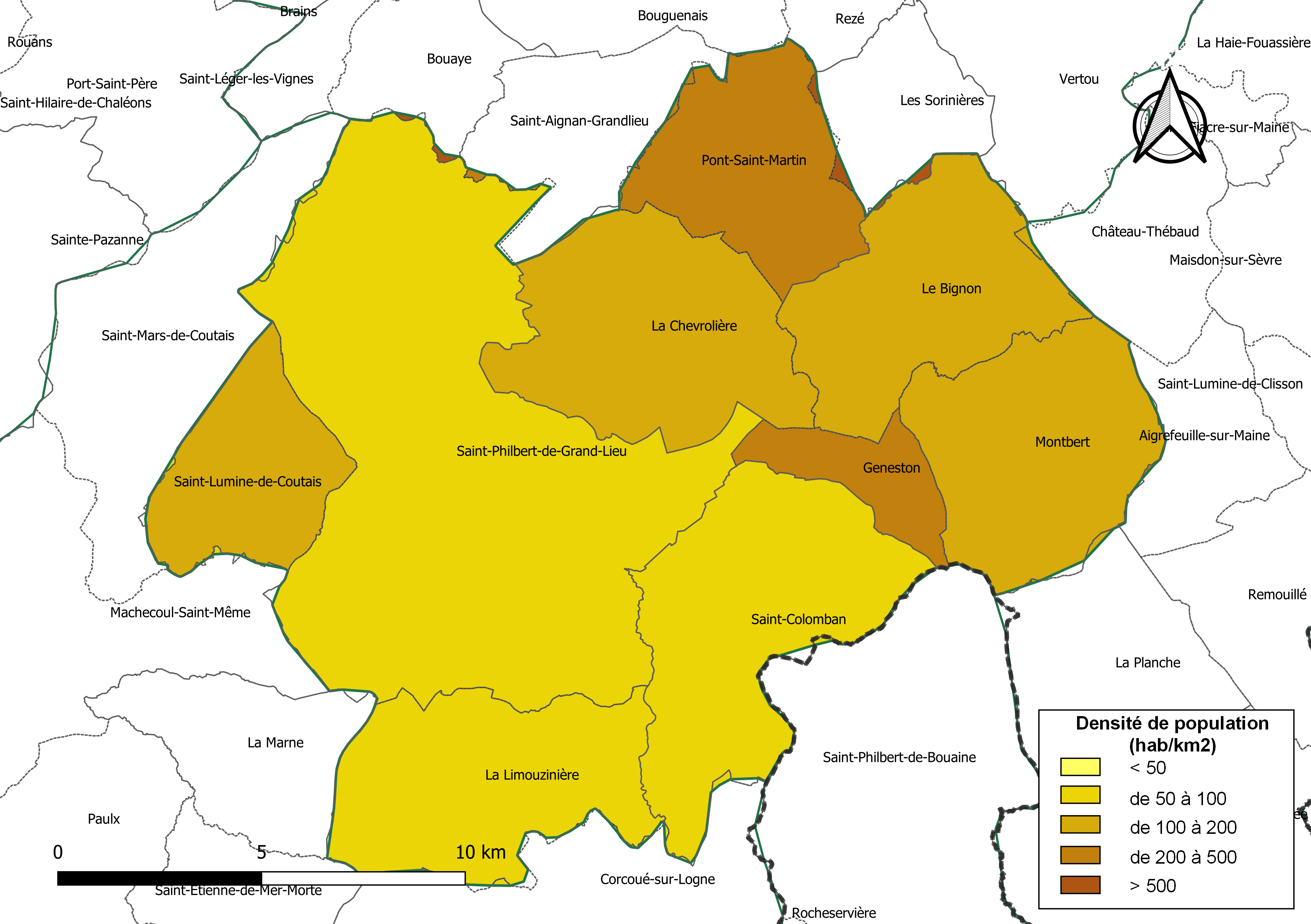
Carte des densités de population (millésimée 2016) des communes de la communauté de communes de Grand Lieu. Composition en communes au 1er janvier 2019.

La communauté de communes est composée des 9 communes suivantes :

| Nom                          | Code Insee | Gentilé             | Superficie (km2) | Population (dernière pop. légale) | Densité (hab./km2) |
| ---------------------------- | ---------- | ------------------- | ---------------- | --------------------------------- | ------------------ |
| La Chevrolière (siège)       | 44041      | Chevrolliens        | 32,56            | 6 342 (2022)                      | 195                |
| Le Bignon                    | 44014      | Bignonnais          | 27,54            | 3 967 (2022)                      | 144                |
| Geneston                     | 44223      | Genestonnais        | 8,04             | 3 691 (2022)                      | 459                |
| La Limouzinière              | 44083      | Limouzins           | 29,54            | 2 468 (2022)                      | 84                 |
| Montbert                     | 44102      | Montbertains        | 28,24            | 3 346 (2022)                      | 118                |
| Pont-Saint-Martin            | 44130      | Martipontains       | 21,88            | 6 942 (2022)                      | 317                |
| Saint-Colomban               | 44155      | Colombanais         | 35,72            | 3 499 (2022)                      | 98                 |
| Saint-Lumine-de-Coutais      | 44174      | Luminois            | 17,64            | 2 390 (2022)                      | 135                |
| Saint-Philbert-de-Grand-Lieu | 44188      | Saint-Philibertains | 58,81            | 9 392 (2022)                      | 160                |

Elle gère un territoire de 259,97 km2.

### Démographie
| 1968   | 1975   | 1982   | 1990   | 1999   | 2010   | 2015   | 2021   |
| ------ | ------ | ------ | ------ | ------ | ------ | ------ | ------ |
| 15 506 | 17 506 | 21 110 | 24 191 | 27 720 | 35 730 | 38 050 | 41 590 |

## Administration

### Siège
Le siège de la communauté de communes est à La Chevrolière, 1 rue de la Guillauderie.

### Tendances politiques
| Commune                      | Maire                 | Étiquette | Étiquette |
| ---------------------------- | --------------------- | --------- | --------- |
| Le Bignon                    | Loïc Planet           |           | SE        |
| La Chevrolière               | Johann Boblin         |           | LR        |
| Geneston                     | Karine Paviza         |           | DVD       |
| La Limouzinière              | Frédéric Launay       |           | DVD       |
| Montbert                     | Jean-Jacques Mirallié |           | DVD       |
| Pont-Saint-Martin            | Yannick Fétiveau      |           | DVD       |
| Saint-Colomban               | Patrick Bertin        |           | SE        |
| Saint-Lumine-de-Coutais      | Bernard Coudriau      |           | RE        |
| Saint-Philbert-de-Grand-Lieu | Stéphan Beaugé        |           | LR        |

### Conseil communautaire
Les 42 conseillers titulaires sont ainsi répartis selon le droit commun comme suit :
| Nombre de délégués | Communes                                      |
| ------------------ | --------------------------------------------- |
| 9                  | Saint-Philbert-de-Grand-Lieu                  |
| 6                  | La Chevrolière, Pont-Saint-Martin             |
| 4                  | Le Bignon, Geneston, Montbert, Saint-Colomban |
| 3                  | La Limouzinière                               |
| 2                  | Saint-Lumine-de-Coutais                       |

### Élus
La communauté de communes est administrée par son conseil communautaire constitué en 2020 de 42 conseillers communautaires, qui sont des conseillers municipaux représentant chacune des communes membres.
À la suite des élections municipales de 2020 dans la Loire-Atlantique, le conseil communautaire du 2 juin 2020 a réélu son président, Johann Boblin, maire de La Chevrolière, ainsi que ses 8 vice-présidents. 
Le bureau est remanié le 12 décembre 2023 à la suite de l'élection de Loïc Planet comme maire du Bignon,. Depuis cette date, la liste des vice-présidents est la suivante :
|     | Attributions                                                                                   | Identité              | Qualité                               |
| --- | ---------------------------------------------------------------------------------------------- | --------------------- | ------------------------------------- |
| 1er | Pratiques aquatiques                                                                           | Loïc Planet           | Maire du Bignon                       |
| 2e  | Santé, cohésion sociale et animation et sensibilisation des publics à la transition écologique | Karine Paviza         | Maire de Geneston                     |
| 3e  | Finances et mutualisation                                                                      | Frédéric Launay       | Maire de la Limouzinière              |
| 4e  | Espaces et bâtiments communautaires, informatique                                              | Jean-Jacques Mirallié | Maire de Montbert                     |
| 5e  | Habitat et urbanisme                                                                           | Yannick Fétiveau      | Maire de Pont-Saint-Martin            |
| 6e  | Assainissement                                                                                 | Patrick Bertin        | Maire de Saint-Colomban               |
| 7e  | Gestion des déchets ménagers                                                                   | Bernard Coudriau      | Maire de Saint-Lumine-de-Coutais      |
| 8e  | Mobilités                                                                                      | Stéphan Beaugé        | Maire de Saint-Philbert-de-Grand-Lieu |

Ensemble, ils forment le bureau communautaire pour la période 2020-2026.

### Liste des présidents
| Période    | Période                   | Identité      | Étiquette | Qualité                                                                                        |
| ---------- | ------------------------- | ------------- | --------- | ---------------------------------------------------------------------------------------------- |
| 1993       | 1995                      | Robert Thomas | DVD       | Maire de La Chevrolière (1971 → 1995)                                                          |
| 1995       | avril 2001                | Michel Goux   | DVD       | Maire de Pont-Saint-Martin (1989 → 2000)                                                       |
| avril 2001 | avril 2014                | Martin Legeay | UMP       | Maire du Bignon (1995 → 2014)                                                                  |
| avril 2014 | En cours (au 4 juin 2020) | Johann Boblin | UMP-LR    | Maire de La Chevrolière (2008 → ) Conseiller régional (2015 → ) Réélu pour le mandat 2020-2026 |

### Régime fiscal et budget
La communauté de communes est un établissement public de coopération intercommunale à fiscalité propre.
Afin de financer l'exercice de ses compétences, l'intercommunalité perçoit la fiscalité professionnelle unique (FPU) – qui a succédé à la taxe professionnelle unique (TPU) – et assure une péréquation de ressources entre les communes résidentielles et celles dotées de zones d'activité.
Elle bénéficie par ailleurs de la dotation de solidarité communautaire (DSC).